# Porte Saint-Jean de Joigny
Pour les articles homonymes, voir Porte Saint-Jean.
La porte Saint-Jean de Joigny est un édifice situé dans la ville de Joigny, dans l'Yonne en région Bourgogne-Franche-Comté.

## Histoire
Le siècle de la campagne de construction est le XIIIe siècle.
La porte Saint-Jean et les remparts attenants sont classés au titre des monuments historiques par arrêté du 5 décembre 1941.